# Pescennina piura
Espèce
Pescennina piura est une espèce d'araignées aranéomorphes de la famille des Oonopidae.

## Distribution
Cette espèce est endémique du Pérou. Elle se rencontre  dans la région de Piura et de province de Lima.

## Description
Le mâle holotype mesure 1,86 mm et la femelle 1,85 mm.

## Étymologie
Cette espèce est nommée en référence au lieu de sa découverte, la région de Piura.

## Publication originale
- Platnick & Dupérré, 2011 : The goblin spider genus Pescennina (Araneae, Oonopidae). American Museum novitates, no 3716, p. 1-64 (texte intégral).